# Падеж (финанси)
Вижте пояснителната страница за други значения на Падеж.
Падежът при менителницата е денят, в който трябва да се плати менителничен ефект. Падежът може да бъде:
- по предявяване – плащането трябва да стане при предявяването на менителничния ефект, но не по късно от една година от издаването. Издателят може да определи по-дълъг или по-къс срок, а джирантите могат само да съкратят сроковете за предявяване, освен ако издателят не е забранил предявяването за приемане. Издателят може да предпише менителницата на предявяване да не се предяви за плащане преди определен ден, като срокът за предявяване тече от този ден.
- на определен срок след предявяване – плащането трябва да стане на определен ден след предявяването или на следващите два присъствени дни, но менителничният ефект трябва да се предяви в едногодишен срок от издаването. Падежът на менителницата на определен срок след предявяването се определя от деня на приемането или от деня на протеста. При липса на протест се смята, че приемането без посочване на дата е направено от платеца в последния ден на срока за предявяването за приемане.
- на определен ден след издаването – плащането ще се извърши на посочения в менителничният ефект ден или в следващите два присъствени дни.
- на определен ден.

Менителница, издадена с падеж, различен от горепосочените е нищожна.
Ако менителницата не се предяви за плащане в деня на падежа или в следващите два работни дни, приносителят няма право да получи изпълнителен лист за вземането си по менителничния ефект.